# Списак диверзантских напада НОВЈ децембра 1943.
Диверзантска дејсва представљају део противосовинских дејстава НОВЈ. Њихов циљ је наношење штете противнику, отежавање његових покрета, изазивање несигурности и везивање знатних осовинских снага у одбрамбеним задацима. Током децембра 1943. веома јаке осовинске снаге под командом Друге оклопне армије изводиле су опсежне операције против главних снага НОВЈ (Зимске операције). У том контексту, диверзантски напади представљали су, уз отворена борбена сучељавања, операције и бројне партизанске нападе мањег обима, значајан елемет у општем напору за исцрпљивање осовинских снага и преузимања иницијативе.
| датум        | место                                                 | опис акције |
| 1. децембра  | Код Мрзлих Водица близу Делница                       | 10. словеначка (љубљанска) бригада 18. дивизије НОВЈ напала и, после краће борбе, уништила немачки оклопни аутомобил из Сушака. Погинуло је 9 и заробљена су 2 немачка војника. |
| 1. децембра  | Александровац                                         | У варошицу упале 2. јужноморавска НО бригада и једна чета Јастребачког НОП одреда, те запалиле архиву среза, општине, финансијске и пореске управе и заплениле већу количину материјала из расадника, пољопривредне школе и болнице. |
| 1. децембра  | Ичићи код Опатије                                     | 9. истарска партизанска чета напала карабинијерску станицу и заробила 6 карабинијера. |
| 1. децембра  | Село Јесењско Церје код Лепоглаве                     | 1. батаљон Загорског НОП одреда напао делове Павелићеве гардијске бригаде који су Павелићу обезбеђивали пут за Лепоглаву. Батаљон се после трочасовне борбе повукао, уз губитке од 2 мртва и 3 рањена, а усташе су, за одмазду, побиле у селу 35 Лица (међу којима и седморо деце од 2—16 година старости) и опљачкале и попалиле више кућа. |
| 2. децембра  | На путу Даниловград - Никшић код села Крстац          | 1. батаљон 5. црногорске ударне бригаде напао колону од 15 камиона немачке 181. пешадијске дивизије. Погинуло је и рањено 60 немачких војника. Заплењено је и уништено 11 камиона, а остали су се пробили, захваљујући помоћи из Никшића. Батаљон је имао 4 мртва и 6 рањених. |
| 2. децембра  | Између Илаче и Шидских Бановаца                       | батаљон мином избацио из шина немачки војни теретни воз са ратним материјалом и уништио локомотиву и 8 вагона. |
| 2. децембра  | Код Ловрана у Истри                                   | 9. истарска партизанска чета напала из заседе немачки камион и убила 5 војника. |
| 3. децембра  | Код Старе Пазове                                      | Делови Диверзантског ударног батаљона ГШ НОВ и ПО за Војводину минирали и разрушили 3 друмска моста. |
| 3. децембра  | На Купи код Карловца                                  | 3. батаљон 1. кордунашког НОП одреда мином порушио мост и заробио 13 домобрана који су га обезбеђивали. |
| 4. децембра  | Између Шида и Гибарца                                 | Делови Диверзантског ударног батаљона ГШ НОВ и ПО за Војводину минирали пругу и уништили локомотиву и 10 вагона немачког транспортног воза. |
| 4. децембра  | Код Буђановаца                                        | Делови Диверзантског ударног батаљона ГШ НОВ и ПО за Војводину порушили мост преко канала Јарчине, због чега је саобраћај вршен успорено. |
| 4. децембра  | Између Шида и Товарника                               | Делови Диверзантског ударног батаљона ГШ НОВ и ПО за Војводину минирали пругу и уништили једну локомотиву и по неколико вагона из две композиције. Немачка полиција је, за одмазду, обесила 15 родољуба, |
| 4. децембра  | На путу Делнице - Мрзле Водице                        | Јединице 18. дивизије НОВЈ уништиле из заседе камион са 25 војника из 194. пука немачке 71. пешадијске дивизије. |
| 5. децембра  | На железничкој станици Градиште код Винковаца         | Једна чета Диљског НОП одреда напала воз и уништила локомотиву и 20 вагона, а заробила 22 домобрана. |
| 6. децембра  | Код Копривне на прузи Плетерница - Капела Батрина     | Јединице Пожешког НОП одреда напале воз и уништиле локомотиву и 4 вагона. Погинуло је 20, а заробљено 42 немачка војника, домобрана и усташе. |
| 7. децембра  | На путу Церовље - Драгоч код Пазина                   | 10. истарска партизанска чета уништила 1 аутомобил и 3 мотоцикла са приколицом. Погинула су 2 немачка официра и 7 војника |
| 7. децембра  | У Бузету (Истра)                                      | 4. истарска партизанска чета уништила ж. станицу. |
| 8. децембра  | Између Учке и Врања код Опатије                       | 9. истарска партизанска чета напала немачку моторизовану колону и уништила 1 камион и 1 аутомобил. Погинули су 21 немачки војник и 1 официр, а око 10 војника је рањено. Чета је имала 1 рањеног. |
| 8. децембра  | Између Бачинаца и Кукујеваца код Шида                 | Делови Диверзантског ударног батаљона ГШ НОВ и ПО за Војводину минирали пругу и уништити локомотиву и 2 вагона. |
| 8. децембра  | Код Бузета (Истра)                                    | Минерска група 4. истарске партизанске чете уништила на прузи 2 локомотиве и оштетила 3 вагона. |
| 8. децембра  | Код Дрвеника (Макарска)                               | Наоружани бродови „Биоковац“ и „Турист“ из састава 4. поморско-обалског сектора Морнарице НОВЈ напали усташки брод „Јадро“ и после кратке борбе присилили га на предају, заробивши 30 жандарма, 2 официра и 10 морнара и запленивши брод са 12 вагона животних намирница и опреме. |
| 9. децембра  | У близини Пасјака код Илирске Бистрице                | 1. истарска партизанска чета уништила из заседе немачки камион, аутомобил и мотоцикл. |
| 9. децембра  | На Дрини у Вишеграду                                  | Под борбом се повлачећи из долине Лима и Увца, под притиском немачке 1. брдске дивизије. 5. ударна дивизија НОВЈ прешла мост а потом га порушила. |
| 10. децембра | У близини села Штефање код Чазме                      | Јединице 2. бригаде (мославачке) 2. оперативне зоне НОВ и ПО Хрватске сачекале у заседи и разбиле делове 3. батаљона домобранског 2. пешадијског пука и групу немачких војника из Нарте. Заробљена су 33 домобрана и 3 официра, погинуло је 15 и рањено 5 домобрана и немачких војника. Бригада је имала 3 мртва и 2 рањена. |
| 10. децембра | Код Хвара                                             | Наоружани брод „НБ 6" са деловима Хварске и Приморске флотиле 4. поморско - обалског сектора Морнарице НОВЈ после једночасовне борбе заробио непријатељски моторни једрењак „Св. Никола“. Погинули су 1 немачки подофицир и капетан брода. |
| 10. децембра | У близини села Табановца између Куманова и Прешева    | Група бораца 1. кумановског партизанског батаљона „Јордан Николов“ минирала пругу и уништила локомотиву и 8 вагона немачког теретног воза због чега је саобраћај био прекинут 24 часа. |
| 11. децембра | Између Мартинаца и Лаћарка                            | Делови Диверзантског ударног батаљона ГШ НОВ и ПО за Војводину минирали пругу и уништили локомотиву и 4 вагона теретног воза. |
| 11. децембра | Између Батајнице и Нове Пазове                        | Једна група Диверзантског ударног батаљона ГШ НОВ и ПО за Војводину минирала пругу и уништила локомотиву и неколико вагона немачког транспортног воза. |
| 12. децембра | Код Кокинца на прузи Бјеловар - Велика Писаница       | Билогорски НОП одред напао групу од 70 немачких полицајаца који су обезбеђивали пругу, те убио 8 и ранио 14 полицајаца.. |
| 12. децембра | Код села Ками близу Кукеса, у Албанији                | У рудник хрома упала чета партизанског батаљона „Бајрам Цури“ и уништила неколико компресора и мотора а оштетила жичану железницу.. |
| 12. децембра | Између Путинаца и Голубинаца код Старе Пазове         | Једна група Диверзантског ударног батаљона ГШ НОВ и ПО за Војводину минирала пругу и уништила локомотиву и неколико вагона. |
| 13. децембра | На путу Бреза - Клана код Ријеке                      | 1. истарска партизанска чета напала из заседе немачку моторизовану колону. Погинуо је 31 немачки војник и оштећена су 4 камиона. |
| 13. децембра | Између Старе и Нове Пазове                            | Делови Диверзантског ударног батаљона ГШ НОВ и ПО за Војводину минирали пругу и уништили локомотиву и неколико вагона теретног воза. |
| 14. децембра | Између Литије и Загорја на прузи Љубљана -Зидани Мост | Минерска група 6 словеначке ударне бригаде Славко Сландер 4 (штајерске) оперативне зоне НОВ и ПО Словеније мином уништила локомотиву И 9 вагона теретног воза. |
| 14. децембра | Код Декењеша                                          | На дравском мосту јединица бригаде „Браћа Радић“ напала домобранску стражу и заузеле села Голу и Ждалу. Заробљено је 14 жандарма и домобрана, док се остатак непријатељске посаде повукао на мађарску територију. |
| 14. децембра | Код Илирске Бистрице                                  | Делови 1 батаљона 19. словеначке бригаде Сречко Косовел 27 дивизије (30. словеначка дивизија НОВЈ) упали без борбе у рудник глине и уништили све пумпе, трафостаницу и уређаје за производњу. |
| 15. децембра | Код Јазавице на прузи Новска - Нова Градишка          | Јединице Посавског НОП одреда минирале пругу и напале воз. Погинуло је 5 немачких војника и 2 официра, а заробљоно 18 домобрана, 2 немачка војника и 2 усташе. Посавски НОП одред је имао 1 рањеног. |
| 15. децембра | Трст                                                  | Диверзантска група 19. словеначке бригаде Сречко Косовел минирала трамвајску пругу Трст - Опчине |
| 15. децембра | У Стражишчу кођ Крања                                 | 1. и 2. батаљон 7. словеначке ударне бригаде Франце Прешерн и делови Горењског НОП одреда теже оштетили текстилну фабрику „Хелер“, заробили три стражара и запленили већу количину текстила. Истовремено су заседе одбиле покушај интервенције немачких снага из суседних места. |
| 15. децембра | Између Куманова и Прешева                             | Група бораца 1. кумановског партизанског батаљона „Јордан Николов“ порушила пругу на неколико места и уништила неколико вагона, због чега је саобраћај био прекинут 24 часа. |
| 16. децембра | Код Сукошана (Задар)                                  | Морнаричке јединице 3. поморско-обалског сектора Морнарице НОВЈ заробиле непријатељски брод „Томислав“ који је испловио из Задра да би избегао бомбардовање савезничке авијације. |
| 16. децембра | Стара Пазова                                          | У група месних партизана извела атентат и ликвидирала начелника среза у администрацији НДХ. |
| 17. децембра | Између Краљеваца и Путинаца код Руме                  | Делови 1. сремског НОП одреда исекли 42 двострука тт стуба. |
| 17. децембра | Између Нове Пазове и Земунског Поља                   | Делови 3. батаљона 1. сремског НОП одреда исекли 98 тт стубова. |
| 18. децембра | Између Путинаца и Голубинаца код Старе Пазове         | 2. чета Диверзантског ударног батаљона ГШ НОВ и ПО за Војводину минирала пругу и уништила локомотиву и неколико вагона теретног воза. |
| 18. децембра | Између Бољеваца и Јакова код Земуна                   | Борци 2. батаљона 1. сремскóг НОП одреда ватром оборили немачки авион, запленивши 3 авионска митраљеза са 2.300 метака, радио-станицу и 350 сигналних ракета. |
| 18. децембра | У Рабељу код Трбижа, у Италији                        | У руднику олова и калаја делови 3. батаљона 18 словеначке (сошке) бригаде 27. дивизије НОВЈ уништили електричну централу, црпну станицу и друга постројења, због чега је производња дуже времена обустављена. |
| 18. децембра | У Задарском каналу                                    | 2 патролна чамца Вирске флотиле 3. поморскообалског сектора Морнарице НОВЈ напали наоружани немачки брод који је превозио 150 војника и нанели му тешке губитке у људству.. |
| 19. децембра | На аеродрому Куриловец код Загреба                    | Јединице 28. ударне дивизије НОВЈ и Туропољско-посавског НОП одреда напале немачкодомобранску посаду. У трочасовној борби је погинуло 20 непрљатељских војника, заробљено 15 немачких војника и 1 официр и 150 домобрана и 1 официр, а ослобођено 460 италијанских војника који су као заробљеници радили на аеродрому. Уништени су. 1 тромоторни авион, 6 камиона и хангари с већом количином горива. Кад су из Загреба пристигла немачкоусташка појачања с тенковима, јединице НОВЈ су се повукле уз губитке од 4 мртва и 16 рањених. |
| 19. децембра | На прузи Горњи Милановац - Љиг                        | Делови 1 шумадијског НОП одреда порушили железничке станице Љутовница и Срчаник. |
| 20. децембра | Код Удоре близу Стоца                                 | Један батаљон Јужнохерцеговачког НОП одреда у заседи, без властитих губитака, уништио мању немачку колону. Од око 50 немачких војника убијена су 32. Заплењено је 6 п. митраљеза, 15 аутомата и 14 пушака и уништена су 3 камиона. |
| 20. децембра | У близини Купинова у јужном Срему                     | 2. батаљон 1. сремског НОП одреда из заседе напао немачке жандарме који су се превозили из села Обрежа. Погинула су 62 жандарма; заплењено је: пушкомитраљез, 2 аутомата, 26 пушака, 4 пиштоља и доста друге опреме, док је камион са приколицом спаљен. Батаљон је имао 2 мртва и 3 рањена. |
| 20. децембра | Између Куманова и Прешева                             | Група бораца 1. кумановског партизанског батаљона „Јордан Николов“ порушила део пруге и уништила локомотиву и неколико в гона натоварених оружјем. Саобраћај је био прекинут око 24 часа. |
| 20. децембра | Између Сремске Митровице и Вогња                      | Јединице 1. сремског НОП одреда исекле 50 тт стубова. |
| 20. децембра | Код рта Пелегрина на Хвару                            | Патролни чамци 4. поморско-обалског сектора Морнарице НОВЈ, у садејству са британским торпедним чамцима, заробили 2 немачка наоружана брода. |
| 21. децембра | Код Жуглића на прузи Мостар - Сарајево                | Делови 9. крајишке ударне бригаде и Рамског НОП одреда 10. ударне дивизије НОВЈ оштетили оклопни воз и уништили теретни воз од 20 вагона с муницијом и другом ратном опремом и намирницама. Због брзе интервенције немачке и домобранске посаде из Коњица и Острошца извучена је само мања количина муниције. |
| 21. децембра | У Барошевцу на прузи Лајковац - Аранђеловац           | Привремена шумадијска НО бригада разбила четничку групу, убила 4 и заробила 3 четника, уништила путнички воз и демолирала скретнице и уређаје на ж. станици. |
| 21. децембра | Између Врањске Бање и Прибоја                         | Диверзантска група 2. јужноморавског НОП одреда минирала пругу и избацила из колосека композицију теретног воза. |
| 21. децембра | Између Путинаца и Голубинаца код Старе Пазове         | 2. чета Диверзантског ударног батаљона ГШ НОВ и ПО за Војводину минирала пругу и уништила локомотиву и 4 вагона транспортног воза. |
| 22. децембра | Између Годовича и Хотедршице код Логатеца             | 2. батаљон 3. словеначке ударне бригаде „Иван Градник“ 26. дивизије НОВЈ напао из заседе немачку колону и у краћој борби убио 35 немачких војника 1 28 коња и уништио путнички аутомобил. |
| 23. децембра | У Сибињу код Славонског Брода                         | Јединице Чехословачке НО бригаде „Јан Жишка“ 12. дивизије НОВЈ напале немачку моторизовану колону. У десеточасовној борби погинуло је 33 и заробљено 9 немачких војника, а спаљено 98 камиона и 20 мотоцикла. Бригада је имала 2 мртва и 15 рањених. |
| 23. децембра | Код Ширинца близу Иванић-Града                        | 2. бригада (мославачка) 2. оперативне зоне НОВ и ПО Хрватске минирала пругу и уништила локомотиву и 6 вагона. Погинули су 3 немачка војника и 1 усташа, а заробљени 35 домобрана, 3 усташе и 2 немачка војника. |
| 23. децембра | Између Бадљевине и Омановца код Пакраца               | Јединице Даруварског НОП одреда напале из заседе батаљон домобрана, те убиле 4 домобрана и 1 официра, раниле 2 и заробиле 6 домобрана. |
| 24. децембра | У Громачнику код Славонског Брода                     | Делови Чехословачке НО бригаде „Јан Жишка“ 12. дивизије НОВЈ и Диљског НОП одреда напали домобранску посаду код складишта муниције, али се, због јаког отпора из бункера, повукли уз губитке од 6 мртвих и 17 рањених. Непријатељ је имао 9 рањених |
| 24. децембра | Код села Доња Лежеча близу Диваче                     | 1. батаљон 19. словеначке бригаде Сречко Косовел минирао пругу Постојна - Трст и избацио из колосека електрични воз - 40 вагона, те 10 вагона натоварених угљем и дрвеном грађом запалио и уништио око 700 тона материјала. |
| 24. децембра | У рејону Ребер - Добрнич - Тордннкале - Мирна Печ     | 5. словеначка ударна бригада Иван Цанкар напала моторизовану колону из састава немачке 162. пешадијске дивизије која се кретала из Жужемберка. Сутрадан се немачка колона, уз велике губитке, пробила у Мирну Печ и даље за Ново Место, а јединице 14. дивизије НОВЈ запоселе су Жужемберк и село Двор. |
| 24. децембра | У Лазини код Јастребарског                            | Омладинска НО бригада „Јожа Влаховић“ напала немачку посаду, али се, због појачања пристиглих из Јастребарског, морала повући. Заробљена су 24, а рањена 4 немачка војника. |
| 26. децембра | Печењевци на прузи Лесковац - Ниш                     | На железничку станицу 2. јужноморавска НО бригада напала бугарску посаду, али због отпора непријатеља напад није успео, као ни покушај минирања пруге. |
| 26. децембра | Бапска код Шида                                       | У село - упали делови 1. сремског НОП одреда те убили 10 усташа и запленили 30 пушака с муницијом. |
| 27. децембра | У Прждеву и Клисури код Неготина, на Вардару          | Партизански батаљон „Страшо Пинџур“ истовремено напао немачке делове за везу и за противавионско осматрање. После краће борбе у села Прждеву је погинуло 8 немачких војника и заплењено 17 пушака и друге ратне опреме, док напад у села Клисури није успео због интервенције бугарских јединица из Кавадараца и Демир-Капије. |
| 27. децембра | На путу Врање - Босиљград                             | Делови 2. јужноморавског НОП одреда посекли 30 тт стубова и електрични вод Јелашница - Сурдулица и запленили бугарски камион са житом. |
| 27. децембра | Између Руме и Вогња                                   | Делови Диверзантског ударног батаљона ГШ НОВ и ПО за Војводину минирали пругу и уништили локомотиву и 3 вагона теретног воза. |
| 28. децембра | Код Равче на путу Вргорац - Козице                    | Јединице Неретванског НОП одреда уништиле из заседе 3 камиона и убиле 25 немачких војника, а заробиле 1 официра. |
| 28. децембра | Између Кузмина и Кукујеваца код Сремске Митровице     | Делови Диверзантског ударног батаљона ГШ НОВ и ПО за Војводину минирали пругу и уништили локомтиву и 5 вагона теретног воза с ратним материјалом. |
| 28. децембра | Између Врања и Врањске Бање                           | Делови 2. јужноморавског НОП одреда срушили путнички мост на Бањској реци. |
| 29. децембра | Код Раштевића на путу Бенковац - Земуник              | 2. батаљон Оточког НОП одреда напао 5 камиона с немачким војницима. Погинуло је око 30 немачких војника и уништена су 2 камиона. Батаљон је имао 1 рањеног. |
| 29. децембра | Између Нове Пазове и Батајнице код Земуна             | Делови Диверзантског ударног батаљона ГШ НОВ и ПО за Војводину минирали пругу и уништили локомотиву и 5 вагона. |
| 29. децембра | На путу Ловинац - Медак                               | Јединице 7. далматинске бригаде 19. дивизије НОВЈ напале из заседе немачку моторизовану колону и уништиле 2 камиона натоварена нафтом. |
| 29. децембра | У Балама код Ровиња                                   | 3. истарска партизанска чета заробила 13 карабинијера и запалила општинску зграду и 2 камиона. |
| 30. децембра | Код села Моска на путу Требиње - Билећа               | 3. батаљон 3. херцеговачке ударне бригаде 29. ударне дивизије НОВЈ из заседе разбио борбену групу „Хеш“ (око два батаљона немачких војника, домобрана и четника). |
| 31. децембра | Ист                                                   | На источној обали острва наоружани брод „Јадран“ из 3. поморско-обалског сектора Морнарице НОВЈ заробио посаду од 24 немачка морнара, 3 домобранска подофицира и 2 морнара с насуканог минополагача „Мосор“. |